# Канибек
«Канибек» — радянський художній фільм 1978 року, знятий режисером Геннадієм Базаровим на кіностудії «Киргизфільм».

## Сюжет
Киргизія ХІХ століття. За зухвалість багатій Тюлькубек віддає у рабство молодого бідняка Канибека. Канибек біжить в гори.

## У ролях
- Аман Камчібеков — Канибек (озвучив Юрій Демич)
- Совєтбек Джумадилов — Айдарбек (озвучив Валерій Кравченко)
- Г. Карімова — Анархан (озвучила Тетяна Іванова)
- Суйменкул Чокморов — Джигіт Джолой (озвучив Микола Мартон)
- Чоробек Думанаєв — Карабек (озвучив Аркадій Пишняк)
- Дюйшен Байтобетов — Тюлькубек (озвучив Олег Бєлов)
- Турсун Уралієв — Джеєнтай (озвучив Анатолій Столбов)
- Нематжан Нематов — Зуннахун (озвучив Юрій Дедович)
- Бакен Кидикєєва — Салтанат (озвучила Людмила Чупіро)
- Сабіра Кумушалієва — Супахан (озвучила Тамара Тимофєєва)
- Раїса Мухамедьярова — епізод
- Аліман Джангорозова — мати Канибека
- Жекшенаали Арсигулов — епізод
- Асанкул Куттубаєв — епізод
- Марія Курманалієва — епізод
- К. Табалдієв — епізод
- Алмаз Киргизбаєв — епізод

## Знімальна група
- Режисер — Геннадій Базаров
- Сценаристи — Кадиркул Омуркулов, Геннадій Базаров
- Оператор — Мурат Джергалбаєв
- Композитор — Калий Молдобасанов
- Художник — Казбек Жусупов